# Yankee Hotel Foxtrot
Yankee Hotel Foxtrot – czwarty album amerykańskiego zespołu Wilco, wydany 23 kwietnia 2002 roku. Płyta porusza tematy takie, jak miłość, tożsamość, patriotyzm.
W 2012 roku album pojawił się na 493. miejscu zaktualizowanej wersji listy 500 albumów wszech czasów magazynu Rolling Stone.

## Kontekst
Album ukończono w 2001 roku, ale wytwórnia zespołu, Reprise Records, odmówiła jego wydania. W sierpniu tego roku płyta została zamieszczona do odsłuchania na stronie internetowej zespołu. To skłoniło wytwórnię Nonesuch (tak jak Reprise część Warner Music Company) do podpisania kontraktu. Wydanie w kwietniu następnego roku odniosło duży sukces artystyczny i komercyjny. Płyta była ostatnią nagraną z multiinstrumentalistą Jayem Bennettem, a w trakcie jej nagrywania zmieniono perkusistę z Kena Coomera na Glenna Kotche.
Utwór Poor Places kończy głos kobiety z sekretarki, która powtarza frazę Yankee Hotel Foxtrot. Zespół został pozwany za bezprawne wykorzystanie tego nagrania.

## Okładka
Okładka przedstawia zdjęcie dwóch bliźniaczych wież Marina City na tle nieba w rodzinnym mieście zespołu Chicago. Przez słuchaczy często były wiązane z World Trade Center, co dodatkowo podkreśla fakt, że oryginalną datą wydania albumu miał być właśnie 11 września 2001 roku. Niemniej jednak wielu Amerykanów powiązało YHF z tymi atakami i potraktowało go jako soundtrack do narodowej traumy związanej z tymi wydarzeniami.

## Recenzje
Płyta została oceniona na 87/100 punktów na stronie Metacritic i wygrała plebiscyt Village Voice Pazz & Jop na najlepszą płytę 2002 roku. Album zwyciężył w większości muzycznych podsumowań roku. Dzięki wysokim notom płyta znalazła się na wysokich miejscach przy podsumowaniach dekady: 3. miejscu listy Rolling Stone i 4. według Pitchfork Media. Dodatkowo utwory z płyt znalazły się w podsumowaniach krytyków: Poor Places na 144. według Pitchforka, a Jesus, Etc. na 61. zdaniem Pitchforka i 67. listy Rolling Stone.

## Lista utworów
Wszystkie teksty autorstwa Jeffa Tweedy’ego, muzyka autorstwa Jaya Bennetta i Tweedy’ego. Wyjątki w nawiasach.
1. "I Am Trying to Break Your Heart" (Tweedy) – 6:57
2. "Kamera" – 3:29
3. "Radio Cure" – 5:08
4. "War on War" – 3:47
5. "Jesus, Etc." – 3:50
6. "Ashes of American Flags" – 4:43
7. "Heavy Metal Drummer" (Tweedy) – 3:08
8. "I'm the Man Who Loves You" – 3:55
9. "Pot Kettle Black" – 4:00
10. "Poor Places" – 5:15
11. "Reservations" (Tweedy) – 7:22

## Personel
Wilco
- Jeff Tweedy – wokal, gitara akustyczna, gitara elektryczna, aranżacje instrumentów dętych i smyczkowych
- Jay Bennett – gitara akustyczna, gitara elektryczna, fortepian, syntezator, organy, gitara basowa, perkusja, gitara hawajska, glockenspiel, wibrafon, dzwonki, programowanie, wokale
- John Stirratt – gitara basowa, wokale, aranżacje instrumentów dętych I smyczkowych
- Leroy Bach - gitara akustyczna, gitara elektryczna, piano, organy, glockenspiel, wibrafon, gitara basowa, perkusja
- Glenn Kotche - perkusja, cymbały, dzwony rurowe, syrena

Dodatkowy personel
- Ken Coomer - perkusja
- Fred Lonberg-Holm – skrzypce w "Jesus Etc."
- Craig Christiansen - keyboardy, syntezatory, perkusja, programowanie, autoharp, harmonijka
- Jessy Greene – wiolonczela w "Jesus Etc."
- Steve Rookie – mastering
- Chris Brickley – inżynier dźwięku, miksowanie
- Jim O’Rourke – inżynier dźwięku, miksowanie
- Wilco – producent
- Sam Jones – fotografia

## Listy przebojów
- Billboard 200: 13[14]